# Gut Dudendorf

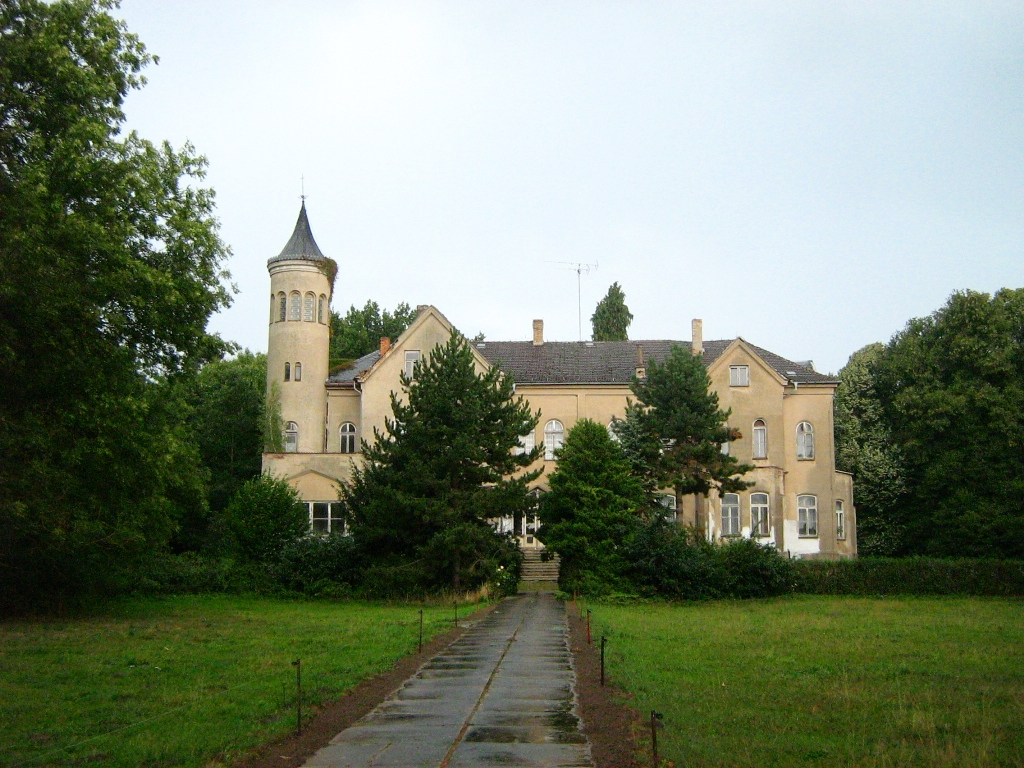
Das Gutshaus (2008)

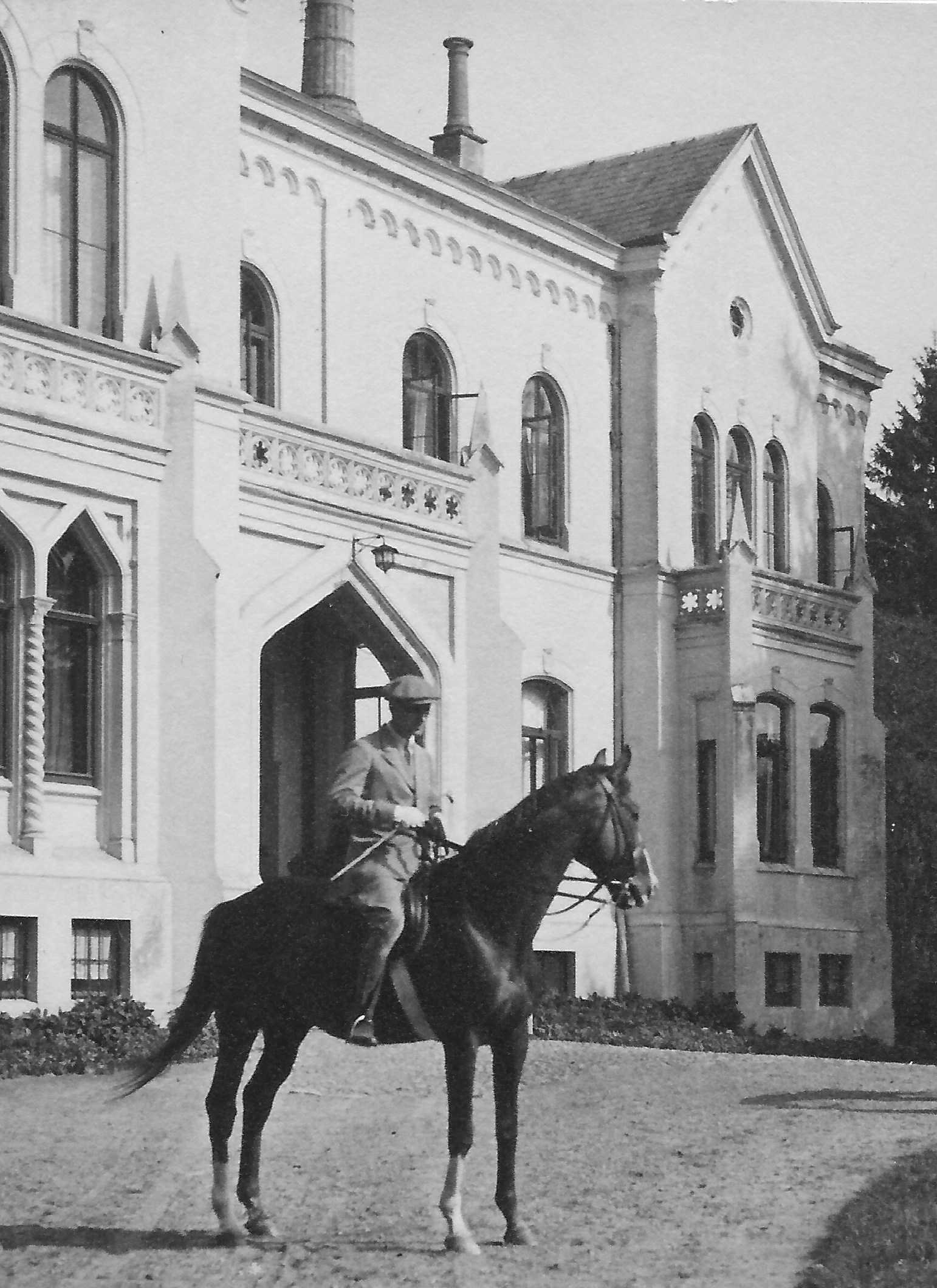
Das Gutshaus um 1900

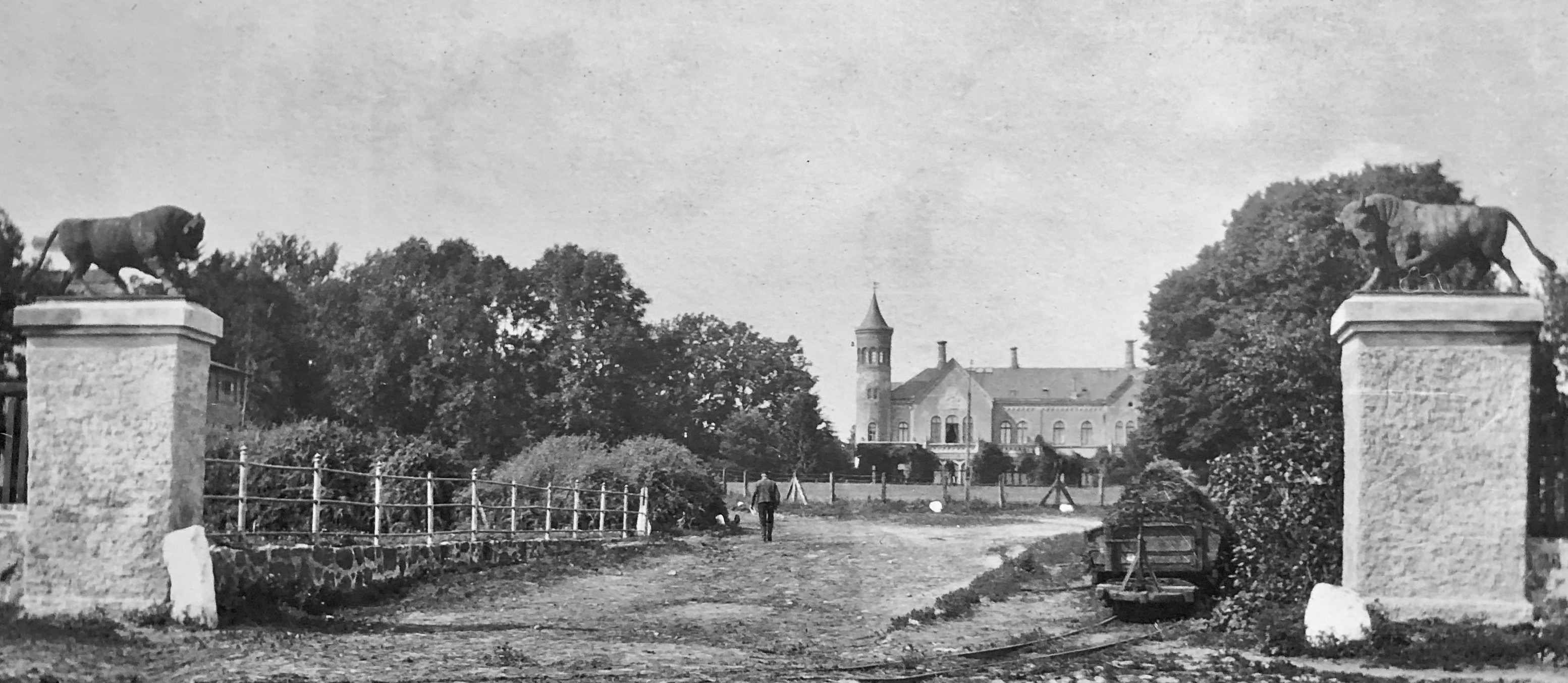
Alte Gutseinfahrt (von Liepen aus), um 1900

Das Gut Dudendorf liegt bei Bad Sülze, etwa 37 km östlich von Rostock in Mecklenburg. Zum Gut gehört das Dorf Dudendorf, das am 1. Januar 2001 in die Gemeinde Dettmannsdorf eingemeindet wurde. Das Gut hat auf Grund seiner Größe von 850 ha (Stand 1990) und Struktur bis heute eine besondere Bedeutung.
Bis 1990 gehörte es mit seinen bis zu 250 Angestellten zu den größten Arbeitgebern der Region. An der Geschichte des Gutes sind deutlich die Veränderungen in der Landwirtschaft durch die Industrialisierung sowie die gesellschaftlichen Veränderungen von der Mitte des 19. Jahrhunderts bis in die Gegenwart zu erkennen.

## Das denkmalgeschützte Gutshaus
Das schlossartige zweistöckige Gutshaus steht vom Dorf aus gesehen auf einer Anhöhe. Es wurde um 1850 im Stil der Tudorgotik erbaut. Auffallend ist der hohe Rundturm.
Der Haupteingang befindet sich in Dorfrichtung. Auf der Rückseite liegt ein Park mit altem Baumbestand.
Nach 1945 wurden Änderungen im Äußeren und Inneren des Gutshauses vorgenommen. So wurde unter anderem die bis dahin offene linksseitige Veranda geschlossen und Schmuckelemente an der Fassade entfernt.
Auf Grund seiner Bedeutung wurden sowohl das „Gutshaus“ (Schlossberg 1) als auch das „Wohnhaus“ (Schlossberg 2) sowie die „Alte Landstraße mit Kopfsteinplasterung und Lindenallee“ in die Kreisdenkmalliste aufgenommen.

## Struktur des Gutes (1990)
Das Gut setzt sich im Wesentlichen zusammen aus 500 ha Ackerflächen sowie 300 ha Wiesen, Koppeln und Wald.
Südlich des schlossartigen Gutshauses befanden sich bis 1945 neben dem Wirtschaftsgebäude, der Brennerei und dem Sägewerk mehrere Ställe für Vieh und Pferde sowie zwei Scheunen. Um den Dorfsee herum lagen kreisförmig Katen mit insgesamt 50 Katenwohnungen sowie die Dorfschule.
1961/62 wurden zwei Wohnblocks mit zehn Wohneinheiten erbaut, die sich nicht in die bisherige Baustruktur einfügten. In Spitzenzeiten bewohnten bis zu 250 Menschen das Dorf, meist Angestellte des Volkseigenen Gutes.
Südlich der Koppeln und Wiesen bildet der Fluss Recknitz eine natürliche Grenze des Gutes. Dort befindet sich eine Brücke mit Stauwehr, die die Verbindung zum Ort Liepen herstellt.

## Geschichte

### 1601–1945
Von 1601 bis 1886 war das Gut im Besitz der Familien von der Lühe und Waitz von Eschen. Damals verfügten die Gutsherren über ein Patrimonalsiegel. Damit bestätigten sie alle Entscheidungen, die innerhalb des Gutes getroffen wurden.
Unter der Familie Waitz von Eschen wurde das verfallene Gutshaus durch das heute noch vorhandene Gutshaus ersetzt. Weiterhin wurden einige Wirtschaftsgebäude und die Brennerei gebaut.
In den Jahren 1852/53 herrschte eine schwere Choleraepidemie, die zum Ausfall fast aller Arbeitskräfte führte. Als Folge verdarb fast die vollständige Ernte auf dem Feld.
Paul Andreae (1858–1916), Sohn von Abraham Andreae und seiner Gattin Marianne Hennige (1834–1907), Tochter des Magdeburger Fabrikbesitzers Jacob Hennige. Paul Andreae wurde zunächst 1885 Wirtschaftsleiter des Gutes. Er erwarb es 1886 von Waitz von Eschen. 80 Prozent des Kaufpreises bestanden aus der Übernahme der Altschulden.
Er ehelichte 1886 Margaret Blohm aus Viecheln und hatte mit ihr drei Kinder.
Mit Paul Andreae zog die Industrialisierung im Gut ein. Unter seiner Leitung wurde ein umfassender Maschinenbestand aufgebaut. Unter anderem wurde die Brennerei mit einer neuen 25-PS-Dampfmaschine aus der Maschinenfabrik Magdeburg-Buckau ausgerüstet und eine Feldbahn installiert. Sie bekam eine eigene Weiche auf der neu erschaffenen Bahnstrecke Bad Sülze–Rostock. Die Feldbahn umfasste 1913 bereits eine Länge von 3000 m und wurde in den Folgejahren weiter ausgebaut.

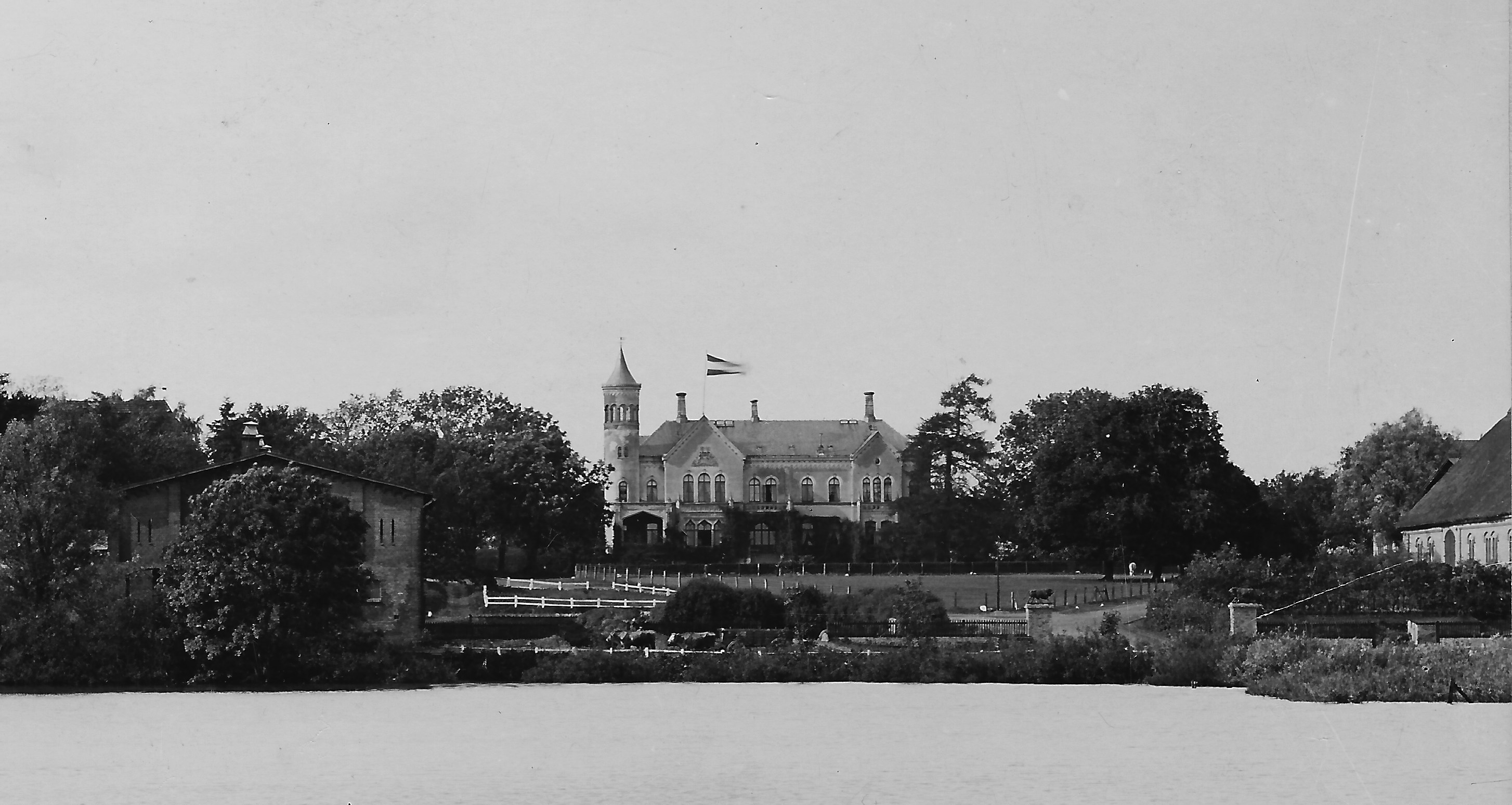
Blick vom Dorf zum Gutshaus, um 1895

Gemeinsam mit den Gutsbesitzern Heinrich Ludwig Graf von Bassewitz-Dalwitz und Helmut von Prollius-Stubbendorf gründete Paul Andreae 1902 die Rahm-Butterei GmbH in Dettmannsdorf-Kölzow.
Weiterhin wurde die Dorfschule erweitert und eine kleine Bibliothek aufgebaut. Die Dorfbewohner erhielten regelmäßig kostenlos eine Tageszeitung. Festangestellte Mitarbeiter wurden über einen Sparvertrag an den Gewinnen des Gutes beteiligt.
1916 verstarb Paul Andreae, und sein Sohn Brami Andreae (1891–1945) übernahm das Gut.

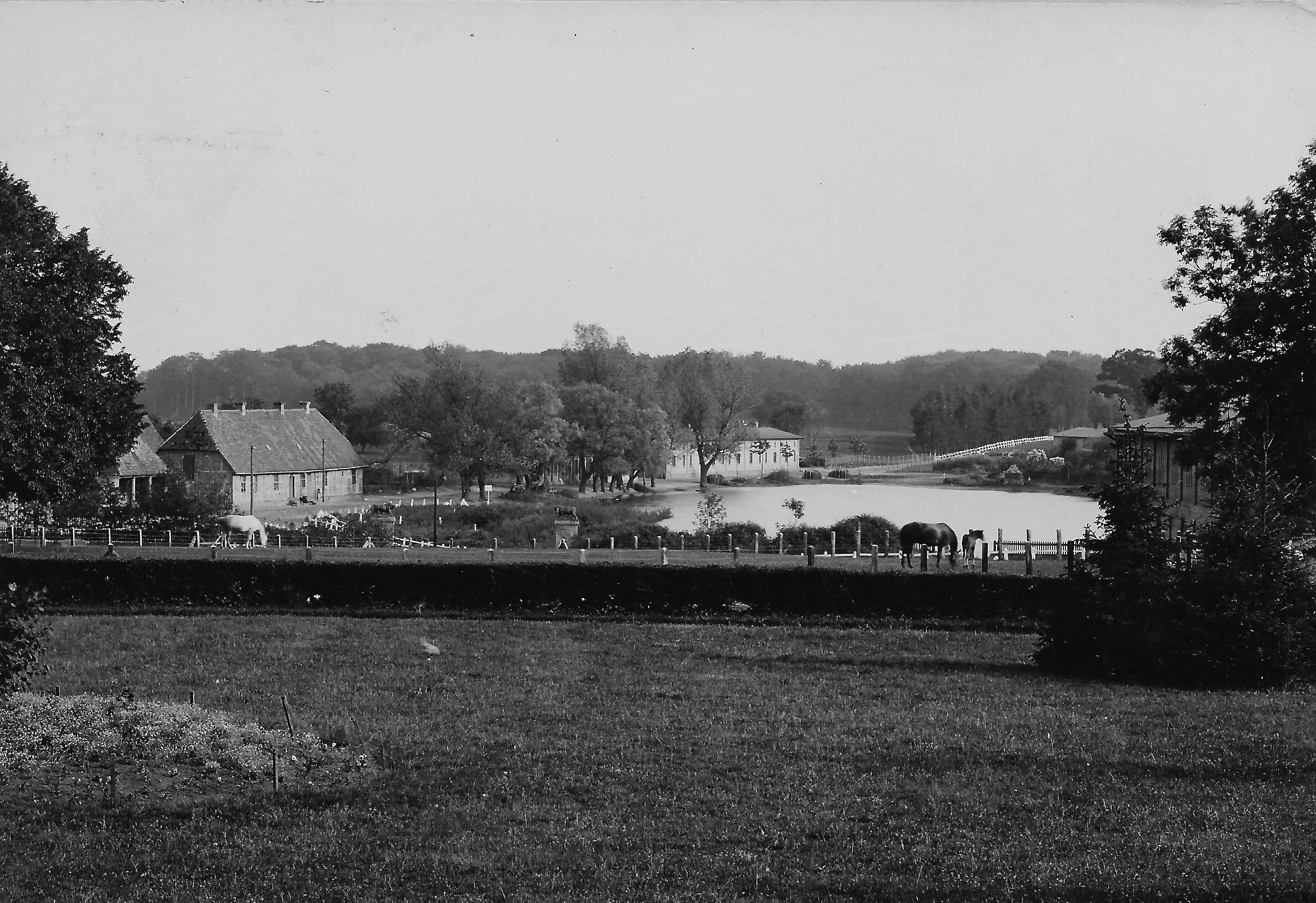
Blick vom Gutshaus zum Dorf, um 1900

Er führte die Industrialisierung des Gutes erfolgreich weiter. Ihm gelang es, Dudendorf sicher durch die Deutsche Inflation, die Weltwirtschaftskrise sowie durch die erschwerten Bedingungen des Zweiten Weltkriegs zu führen. Während des Kriegs übernahm er zusätzlich ehrenamtlich die Bewirtschaftung der Nachbargüter Stubbendorf und Schulenberg.
Brami Andreae war verheiratet mit Ilse von Brandenstein (Bad Doberan). Mit ihr hatte er drei Kinder. Sein ältester Sohn war der Agrarwissenschaftler Bernd Andreae.
Brami Andreae wurde am 1. Mai 1945, nach dem Einmarsch der Roten Armee, im Gutshaus erschossen. Er fand seine letzte Ruhe neben seinen Eltern im nahe gelegenen Gutswald Blied.
Die Familie wurde im Jahre 1945 im Zuge der Bodenreform enteignet und aus der Heimat vertrieben.

### 1945–1990
Nach den anfänglichen Wirren des Kriegsendes 1945 wurde das Gut Dudendorf in ein Volkseigenes Gut umgewandelt. Es wurde somit nicht wie viele andere Güter zersiedelt. Bis Juni 1958 verlor es durch häufige Wechsel in der Führung und einen erheblichen Investitionsstau seine hervorgehobene Position als landwirtschaftlicher Musterbetrieb. Erst ein weiterer Führungswechsel brachte 1958 die Wende. Durch umfangreiche Inventionen unter anderem in moderne Melkanlagen und neue Bewirtschaftungskonzept gewann Dudendorf wieder an Bedeutung. Die letzte Leitung des VEG wurde 1981 eingesetzt und führte das Gut durch den komplizierten Prozess der Währungsunion und der deutschen Wiedervereinigung.

### Seit 1990

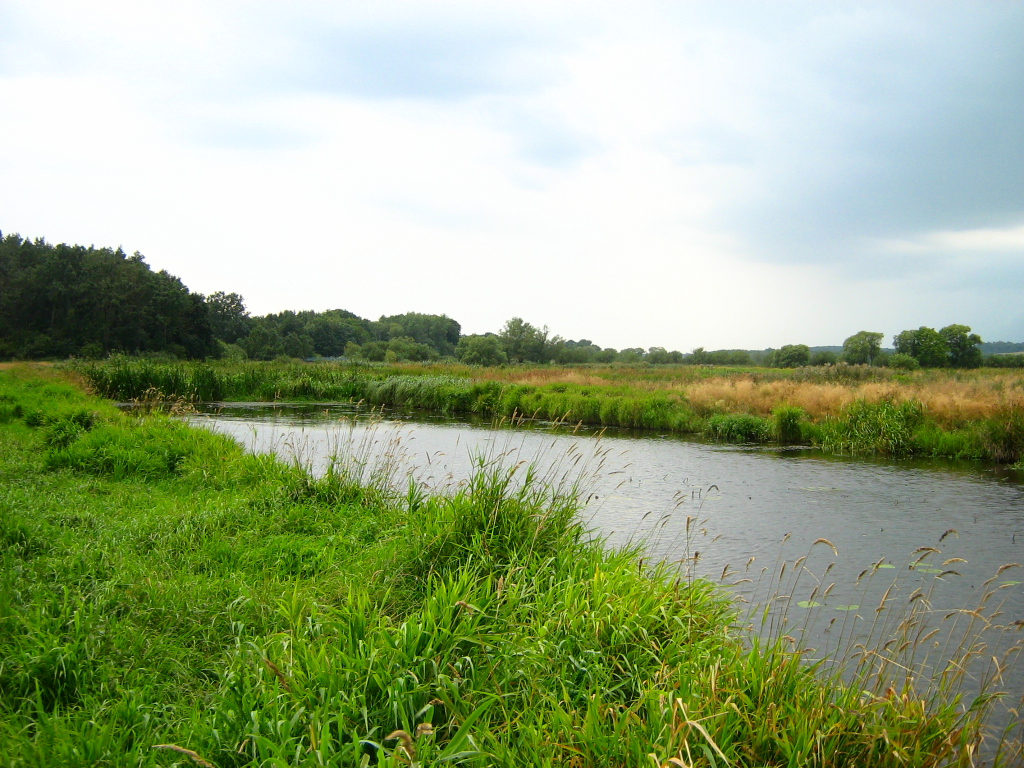
Recknitz bei Dudendorf (2008)

Bis 1994 wurde das Gut unter der Treuhand Liegenschaftsgesellschaft fortgeführt. In dieser Zeit bemühte sich die Familie Andreae um Rückübertragung. Durch das Urteil des Bundesverfassungsgerichts vom 23. April 1991 (BVerfGE 84, 90) wurden die Enteignungen von 1945 verfassungsrechtlich für bestandskräftig erklärt. Auf dieser Grundlage verkaufte die Treuhand das Gut einschließlich des Dorfes 1994 an den heutigen Besitzer. Das Gut wird seitdem als Mayer KG geführt. Erhebliche Investitionen in einen modernen Kuhstall einschließlich moderner Melkanlagen machen eine Hochleistungsmilchproduktion möglich. Die Mayer KG bewirtschaftet 1250 ha mit 2000 Rindern, davon 800 Milchkühen (Stand 2008).
Der ursprüngliche Ort Dudendorf mit seinen Katen und anderen Wohnhäusern verlor seine Bedeutung. Nur einige wenige Personen wohnen noch im Dorf. Im Gutshaus befinden sich Büros.